# جزيرة باتو بينديرا
جزيرة باتو بينديرا وهي جزيرة من جزر إندونيسيا، وتتبع إقليم كليمنتان الجنوبية في إندونيسيا.